# 6381 Тояма
6381 Тояма (6381 Toyama) — астероїд головного поясу, відкритий 21 лютого 1988 року.
Тіссеранів параметр щодо Юпітера — 3,606.
Названо на честь Тоями (яп. とおやま(遠山) то:яма).